# Lỗ Sảng
Lỗ Sảng (chữ Hán: 鲁爽, ? – 454), tên lúc nhỏ là Nữ Sinh, người huyện Mi, Phù Phong , tướng lĩnh nhà Lưu Tống.

## Cuộc đời
Lỗ Sảng từ nhỏ đã thạo cưỡi ngựa bắn cung, năm Nghĩa Hi thứ 13 (417) theo cha là Lỗ Quỹ chạy sang Bắc Ngụy, thường được ở bên cạnh Bắc Ngụy Thái Vũ đế. Ông được kế thừa chức vị của cha, làm Ninh Nam tướng quân, Kinh Châu thứ sử. Năm Nguyên Gia thứ 26 (449) nhà Lưu Tống, Lỗ Sảng cùng em trai Lỗ Du đưa cả nhà về miền nam, được Lưu Tống Văn Đế phong làm Chinh Lỗ tướng quân, Dự Châu thứ sử.
Văn Đế bị thái tử Lưu Thiệu sát hại, Lỗ Sảng cùng Kinh Châu thứ sử Nam Quận vương Nghĩa Tuyên cất quân hưởng ứng Vũ Lăng vương Tuấn (tức là Hiếu Vũ đế sau này). Năm Hiếu Kiến đầu tiên (454), Hiếu Vũ đế muốn đổi Lưu Nghĩa Tuyên đi làm Dương Châu thứ sử. Nghĩa Tuyên ở Kinh Châu đã 10 năm, thế lực sâu dày, không muốn dời đi. Ông ta vốn có giao tình thân mật với Tang Chất và Lỗ Sảng, rất muốn cậy nhờ binh lực của họ. Thế là vào tháng 2, Nghĩa Tuyên – Tang Chất bàn bạc, rồi báo tin cho Lỗ Sảng, hẹn đến mùa thu, sẽ cùng nhau khởi sự làm phản.
Nhưng Lỗ Sảng lại thích say sưa rượu chè, làm việc bừa bãi, ngay hôm ấy lập tức khởi binh, phái khoái mã báo tin cho Lỗ Du đưa cả nhà chạy về Thọ Dương ở phía tây. Nghĩa Tuyên – Tang Chất biết tin Lỗ Sảng khởi binh, cũng vội vàng khởi binh.
Lỗ Sảng hoài nghi Trưởng sử Vi Xử Mục, Trung binh tham quân Dương Nguyên Câu, Trị trung Dữu Đằng Chi không đồng lòng với mình, nên sát hại bọn họ. Ông mệnh cho bộ hạ dựng cờ vàng, đổi niên hiệu là Kiến Bình, tự chế tạo pháp phục, trèo lên pháp đàn, làm lễ đổi niên hiệu; rồi tự tiến hiệu là Chinh bắc tướng quân, cho chế tạo các thứ quan phục, nghi trượng, đưa đến Giang Lăng. Lỗ Sảng hạ một đạo văn thư bổ nhiệm Lưu Nghĩa Tuyên làm Hoàng đế, Tang Chất làm thừa tướng, Chu Tu Chi làm Xa kị tướng quân. Nghĩa Tuyên nhận được văn thư thì kinh hãi và ngạc nhiên. Các thứ quan phục, nghi trượng đến được Cánh Lăng, Lỗ Sảng không cho đem đi nữa.
Quân đội của Lỗ Sảng ra khỏi Lịch Dương, từ Thái Thạch vượt sông, cùng thủy quân của Tang Chất chia 2 đường thủy lục, men theo Trường Giang mà tiến. Lỗ Sảng sai em trai Lỗ Du giữ Mông Lung. Tả quân tướng quân Tiết An Đô soái kỵ binh đi trước, đến được Đại Hiện thì Lỗ Sảng đã lập xong doanh lũy. Trấn quân tướng quân Thẩm Khánh Chi lệnh cho An Đô tiến đánh, gặp Lỗ Sảng ở Tiểu Hiện. Trước khi giao chiến, Lỗ Sảng đã uống một trận say sưa, vào trận không địch nổi, bị An Đô đâm trúng, ngã nhào khỏi ngựa, bị quân Tống chặt đầu, đưa về Kiến Khang. Lỗ Du bị bộ hạ giết chết, đầu cũng được đưa về kinh thành.
Quân Tống bình định Thọ Dương, toàn bộ con em họ Lỗ đều bị giết chết.
Niên hiệu Kiến Bình (tháng 2 đến tháng 6 năm 454) là do Lỗ Sảng đặt ra, sách «Kỷ nguyên biên» viết lầm là do Lưu Nghĩa Tuyên đặt ra.